# Паљијаро Инфериоре (Алесандрија)
Паљијаро Инфериоре је насеље у Италији у округу Алесандрија, региону Пијемонт.
Према процени из 2011. у насељу је живело 18 становника. Насеље се налази на надморској висини од 421 м.